# Pteroceras johorense
Pteroceras johorense là một loài thực vật có hoa trong họ Lan. Loài này được (Holttum) Holttum miêu tả khoa học đầu tiên năm 1960.